# Gymnogyps
Gymnogyps är ett släkte i familjen kondorer. Släktet omfattar endast en nu levande art, den akut hotade arten kalifornienkondor (Gymnogyps californianus), men även ett flertal utdöda arter.

## Systematik
Nya världens gamars taxonomiska placering vad gäller ordning är fortfarande omdiskuterad. De utgör en basal utvecklingsgren och systergrupp till resten av arterna inom Accipitriformes varför vissa placerar dem i den egna ordningen Cathartiformes. Trots detta placerar fortfarande vissa ledande auktoriteter dem i ordningen hökfåglar (Accipitriformes). medan andra placerar dem i den egna ordningen Cathartiformes.

### Arter
Nu levande arter
- Kalifornienkondor (Gymnogyps californianus)

Utdöda arter
- Kubakondor (G. varonai) – dog ut under holocen
- Gymnogyps amplus – sen pleistocen/tidig holocen, behandlas ofta som en del av kalifornisk kondor
- Gymnogyps howardae – sen pleistocen i Peru
- Gymnogyps kofordi – sen pleistocen i Florida